# Costinești, Botoșani
Costinești este un sat în comuna Leorda din județul Botoșani, Moldova, România.

## Personalități
- Romulus Sevastos (1867-1926), geolog[2]